# Teramo Castelli
Teramo Castelli, noto anche col nome religioso Cristoforo (Genova, 1597 – Palermo, 3 ottobre 1659), è stato un presbitero, missionario e disegnatore italiano.

## Biografia
Nacque a Genova nel 1597 nell'agiata famiglia dei Castelli e in giovane età si trasferì a Palermo, dove si dedicò allo studio di filosofia e teologia. Nel 1631, interessato a partecipare alla spedizione di Pietro Avitabile in Georgia, assunse il sacerdozio ed entrò nell'ordine dei Chierici regolari teatini assumendo il nome di Cristoforo; il 9 ottobre di quell'anno partì assieme ad alcuni confratelli da Napoli e il 10 luglio 1632 giunse a Gori, nel regno di Cartalia governato da Teimuraz I di Cachezia. La spedizione dei teatini rientrò nella serie di missioni cattoliche nella regione effettuate in risposta ai continui tentativi dei sovrani georgiani, incluso Teimuraz I, di riavvicinarsi alla Chiesa cattolica dopo il Grande Scisma.

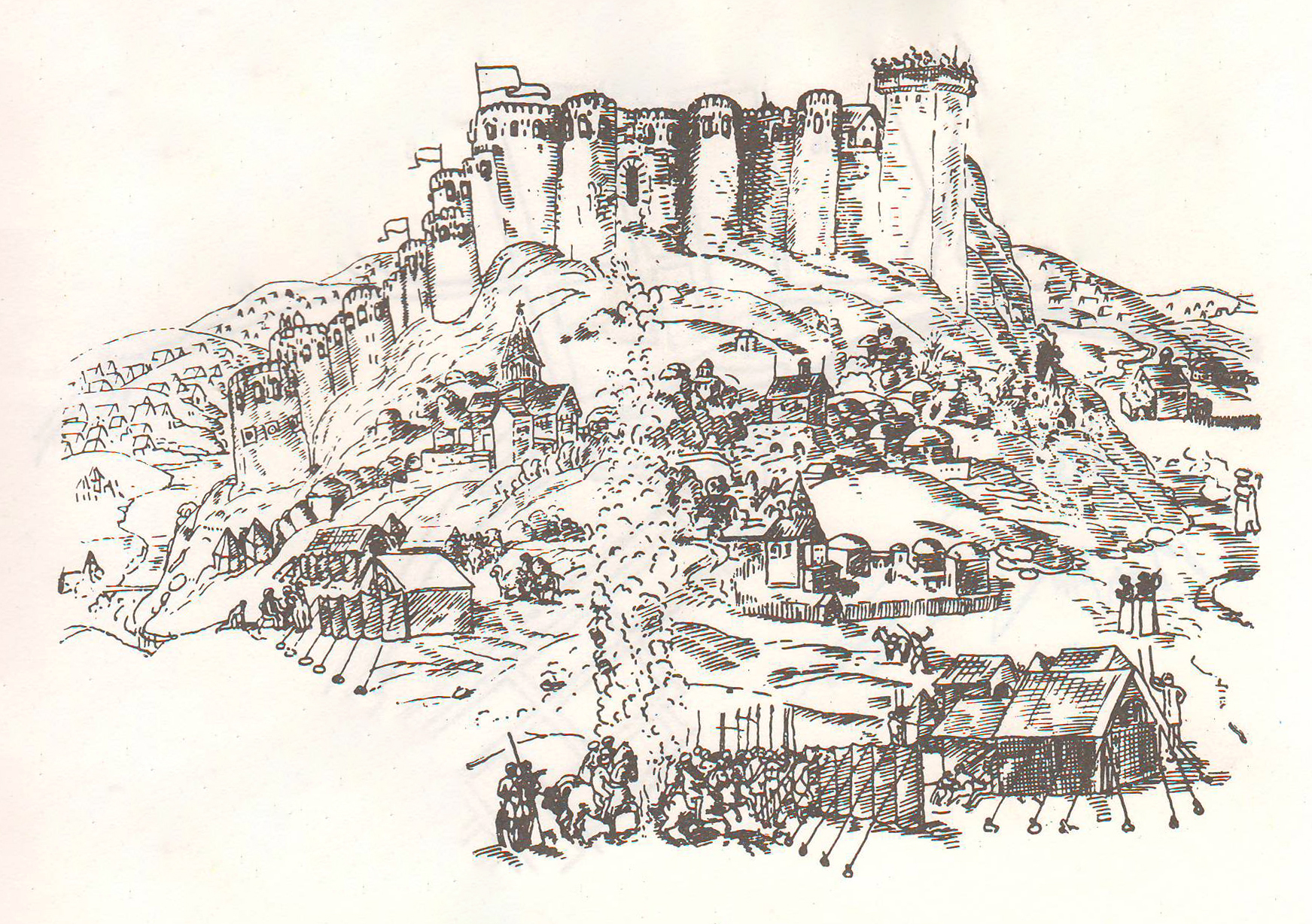
Gori in un disegno di Teramo Castelli

Nel corso della spedizione Casteli visitò gran parte della regione georgiana e nel 1634, insieme al confratello Antonio Giardina e ad un altro fratello laico, fondò una missione ad Ozurgeti, nella Guria, presso il principe Malachia II; tale missione rimase attiva fino al 1639 circa, quando dopo la morte di Malachia II e l'avvento di un principe ostile ai cattolici, dovettero ripiegare in Mingrelia a Cippurias, dove Castelli trascorse i restanti anni della missione, fatta eccezione per il periodo tra il 1644 e il 1646 che trascorse da solo in Imerezia su invito di re Alessandro III. In Imerezia riscosse un discreto successo, tanto che il re gli fece battezzare il principe ereditario e il patriarca greco-ortodosso di Alessandria Niceforo si recò personalmente da Alessandro III per ottenere, senza successo, il suo allontanamento. Successivamente Castelli fu richiamato in Mingrelia da Levan II Dadiani.
I missionari teatini incontrarono il favore della popolazione, occupandosi, oltre che della predicazione, anche della ribatezzazione poiché di frequente i preti ortodossi amministravano il battesimo con formule non valide; proprio questi ultimi ebbero spesso un atteggiamento ostile nei confronti dei missionari, sebbene non mancarono alcuni momenti di distensione, durante i quali i missionari teatini insegnarono le corrette pratiche liturgiche. Si occuparono di combattere i frequenti infanticidi così come l'uso di vendere servi e parenti come schiavi ai Turchi, riuscendo ad ottenere l'emanazione di un divieto in tal senso da parte del principe Levan II Dadiani. Castelli fu tra i più attivi teatini in Georgia e si distinse per la creazione di numerose immagini e manoscritti di importante valore etnologico e storico.
Tra il 1654 e il 1657, ormai malato, fece ritorno a Palermo dove morì il 3 ottobre 1659.